# Rallye de Turquie 2018
Le Rallye de Turquie 2018 est le 10e rallye du Championnat du monde des rallyes 2018 et la 11e édition de l’épreuve. Il se déroule sur 17 épreuves spéciales dont beaucoup sont cassantes. Il est remporté par le duo estonien Ott Tänak et Martin Järveoja, qui remporte ainsi son quatrième rallye de la saison, faisant d'eux l’équipage le plus victorieux. Ott Tänak réalise ainsi une importante remontée au championnat, car alors qu'il avait 72 points de retard à l'issue du Rallye de Sardaigne sur Neuville, ses trois victoires consécutives acquises ensuite font qu'il occupe désormais la deuxième place au classement, 13 points derrière le Belge et 10 points devant Ogier.

## Engagés
| no                                                                   | Engagé                      | Pilote                   | Copilote               | Voiture               | Pneus |
| -------------------------------------------------------------------- | --------------------------- | ------------------------ | ---------------------- | --------------------- | ----- |
| Engagés WRC                                                          |                             |                          |                        |                       |       |
| 1                                                                    | M-Sport Ford WRT            | Sébastien Ogier          | Julien Ingrassia       | Ford Fiesta WRC       | M     |
| 2                                                                    | M-Sport Ford WRT            | Elfyn Evans              | Daniel Barritt         | Ford Fiesta WRC       | M     |
| 3                                                                    | M-Sport Ford WRT            | Teemu Suninen            | Mikko Markkula         | Ford Fiesta WRC       | M     |
| 4                                                                    | Hyundai Shell Mobis WRT     | Andreas Mikkelsen        | Anders Jæger-Synnevaag | Hyundai i20 Coupe WRC | M     |
| 5                                                                    | Hyundai Shell Mobis WRT     | Thierry Neuville         | Nicolas Gilsoul        | Hyundai i20 Coupe WRC | M     |
| 6                                                                    | Hyundai Shell Mobis WRT     | Hayden Paddon            | Sebastian Marshall     | Hyundai i20 Coupe WRC | M     |
| 7                                                                    | Toyota Gazoo Racing WRT     | Jari-Matti Latvala       | Miikka Anttila         | Toyota Yaris WRC      | M     |
| 8                                                                    | Toyota Gazoo Racing WRT     | Ott Tänak                | Martin Järveoja        | Toyota Yaris WRC      | M     |
| 9                                                                    | Toyota Gazoo Racing WRT     | Esapekka Lappi           | Janne Ferm             | Toyota Yaris WRC      | M     |
| 10                                                                   | Citroën Total Abu Dhabi WRT | Mads Østberg             | Torstein Eriksen       | Citroën C3 WRC        | M     |
| 11                                                                   | Citroën Total Abu Dhabi WRT | Craig Breen              | Scott Martin           | Citroën C3 WRC        | M     |
| 12                                                                   | Citroën Total Abu Dhabi WRT | Khalid Al-Qassimi        | Chris Patterson        | Citroën C3 WRC        | M     |
| 21                                                                   | Yazeed Racing               | Yazeed Al-Rajhi          | Michael Orr            | Ford Fiesta RS WRC    | M     |
| Engagés WRC-2                                                        |                             |                          |                        |                       |       |
| 31                                                                   | Škoda Motorsport II         | Pontus Tidemand          | Jonas Andersson        | Škoda Fabia R5 (en)   | M     |
| 32                                                                   | Škoda Motorsport II         | Jan Kopecký              | Pavel Dresler          | Škoda Fabia R5 (en)   | M     |
| 33                                                                   | Gus Greensmith              | Gus Greensmith           | Alessandro Gelsomino   | Ford Fiesta R5        | M     |
| 34                                                                   | Pedro Heller                | Pedro Heller             | Pablo Olmos            | Ford Fiesta R5        | M     |
| 35                                                                   | Motorsport Italia           | Diogo Salvi              | Hugo Magalhaes         | Škoda Fabia R5 (en)   | P     |
| 36                                                                   | Lotos Rally Team            | Kajetan Kajetanowicz     | Maciej Szczepaniak     | Ford Fiesta R5        | P     |
| 37                                                                   | Simone Tempestini           | Simone Tempestini        | Sergio Itu             | Citroën C3 R5         | M     |
| 38                                                                   | Castrol Ford Team Türkiye   | Murat Bostanci           | Onur Vatansever        | Ford Fiesta R5        | P     |
| 39                                                                   | Toksport WRT                | Chris Ingram             | Ross Whittock          | Škoda Fabia R5 (en)   | P     |
| 40                                                                   | Ford Motorsport Turkey      | Yağız Avci               | Ersan Alkir            | Ford Fiesta R5        | P     |
| 41                                                                   | BC Vision Motorsport        | Burak Çukurova           | Vedat Bostanci         | Škoda Fabia R5 (en)   | P     |
| 42                                                                   | Ford Motorsport Turkey      | Deniz Fahri              | Bahadir Gücenmez       | Ford Fiesta R5        | P     |
| 43                                                                   | Bora Manyera                | Bora Manyera             | Cem Çerkez             | Ford Fiesta R5        | P     |
| 44                                                                   | BC Vision Motorsport        | Erkan Güral              | Burak Koçoğlu          | Škoda Fabia R5 (en)   | P     |
| 45                                                                   | George Vassilakis           | George Vassilakis        | Spiros Koltsidas       | Ford Fiesta R5        | P     |
| Engagés WRC-3 éligibles au championnat du monde des rallyes Junior   |                             |                          |                        |                       |       |
| 61                                                                   | Emil Bergkvist              | Emil Bergkvist           | Joakim Sjöberg         | Ford Fiesta R2T       | P     |
| 62                                                                   | Denis Rådström              | Denis Rådström           | Johan Johansson        | Ford Fiesta R2T       | P     |
| 63                                                                   | Équipe de France FFSA Rally | Jean-Baptiste Franceschi | Romain Courbon         | Ford Fiesta R2T       | P     |
| 64                                                                   | OT Racing                   | Ken Torn                 | Kuldar Sikk            | Ford Fiesta R2T       | P     |
| 65                                                                   | ADAC Sachsen                | Julius Tannert           | Jürgen Heigl           | Ford Fiesta R2T       | P     |
| 66                                                                   | Callum Devine               | Callum Devine            | Brian Hoy              | Ford Fiesta R2T       | P     |
| 67                                                                   | ACI Team Italia             | Enrico Oldrati           | Danilo Fappani         | Ford Fiesta R2T       | P     |
| 68                                                                   | Castrol Ford Team Turkiye   | Bugra Banaz              | Burak Erdener          | Ford Fiesta R2T       | P     |
| 69                                                                   | ACI Team Italia             | Luca Bottarelli          | Manuel Fenoli          | Ford Fiesta R2T       | P     |
| 70                                                                   | Holder Brothers Racing      | David Holder             | Jason Farmer           | Ford Fiesta R2T       | P     |
| 71                                                                   | Tom Williams                | Tom Williams             | Phil Hall              | Ford Fiesta R2T       | P     |
| 72                                                                   | Emilio Fernández            | Emilio Fernández         | Joaquin Riquelme       | Ford Fiesta R2T       | P     |
| 73                                                                   | Raul Badiu                  | Raul Badiu               | Gabriel Lazar          | Ford Fiesta R2T       | P     |
| Engagé WRC-3 non éligible au championnat du monde des rallyes Junior |                             |                          |                        |                       |       |
| 74                                                                   | Louise Cook                 | Louise Cook              | Stefan Davis           | Ford Fiesta R2        | M     |
| Autre engagé majeur                                                  |                             |                          |                        |                       |       |
| 81                                                                   | Henning Solberg             | Henning Solberg          | Ilka Minor-Petrasko    | Ford Fiesta R5        | M     |
| Source:                                                              |                             |                          |                        |                       |       |

## Déroulement de l’épreuve
Le rallye, absent du calendrier depuis 8 ans, débute le jeudi soir par une courte spéciale urbaine, sinueuse et longue de 2 km. C'est Andreas Mikkelsen qui signe le meilleur temps, tandis que Sébastien Ogier, qui arrive sur ce rallye avec un retard de 23 points sur le meneur au championnat Thierry Neuville, ne commence pas bien le rallye en négociant mal un saut dès le début de la spéciale, ce qui lui fait perdre 7 s 5 sur le norvégien. À noter que les R5 de Kajetan Kajetanowicz et de Jan Kopecký parviennent à s'immiscer dans le top 10.
La journée du vendredi propose deux boucles identiques de trois spéciales disputées l'une le matin et l'autre l’après-midi. Elle commence bien pour Craig Breen qui signe le meilleur chrono et prend le commandement du rallye à Mikkelsen, qui reste cependant sur ses talons. Des écarts se créent déjà, notamment à cause de la poussière gênant les pilotes. C'est finalement le norvégien qui pointe en tête à la mi-journée après avoir remporté la dernière spéciale du matin. La reprise sourit à Sébastien Ogier puisqu'il signe le meilleur temps sur la plus longue spéciale de la boucle, lui permettant de se rapprocher au général. Pour d'autres concurrents en revanche, c'est la soupe à la grimace. En effet, son coéquipier Elfyn Evans abandonne à la suite d'une sortie de piste, tandis que les Citroën sont en proie à des soucis mécaniques. Mads Østberg voit sa suspension casser tandis que Craig Breen subit une crevaison qui le relègue à plus de 40 s de Mikkelsen, toujours leader de l'épreuve. Cela ne va pas durer car Neuville signe son deuxième scratch dans la spéciale suivante, lui permettant de revenir à 1 s 3 du norvégien, puis le dépasse lors de l’ultime spéciale de la journée remportée par Ott Tänak. Ainsi, à la fin de la journée, le Belge devance le norvégien de 2 s 6, mais surtout, Ogier est dans le rythme et s'intercale entre les deux pilotes en pointant à seulement 0 s 3 de Neuville. C'est une lutte à trois qui se profile alors.
Le lendemain voit à nouveau six spéciales au programme réparties en deux boucles identiques de trois spéciales. Les conditions cassantes sont toujours au rendez-vous. Surtout, elles sont décisives dans le déroulement de l'épreuve. En effet, durant la première spéciale, coup de théâtre avec le meneur au championnat Thierry Neuville qui voit l'amortisseur avant gauche de sa Hyundai i20 percer le capot. Le Belge parvient à terminer la spéciale, puis tente une réparation durant la liaison mais est contraint à l’abandon. Sébastien Ogier, auteur du meilleur chrono, hérite ainsi du commandement de l'épreuve tout en possédant plus de 25 s sur Mikkelsen désormais deuxième. Il est dans une très bonne situation pour rattraper son retard au championnat. Seulement, dans la spéciale suivante, il est à son tour victime d'une casse de suspension ! Il perd néanmoins peu de temps (18 s) et reste en tête de l'épreuve. Mais l'équipage Français doit à son tour réparer, ce qu'il fait avec succès sous les conseils d'Elfyn Evans et d'Henning Solberg. Toutefois, il pointe avec six minutes de retard au départ de l'ES10, impliquant une pénalité d'une minute, ce qui ne l’empêche pas de remporter la spéciale. Cette dernière est par ailleurs marquée par la violente sortie de piste d'Esapekka Lappi, 4e au championnat. C'est pourquoi à la pause, Ogier n’est plus sur le podium provisoire du rallye. En effet, c'est Andreas Mikkelsen qui a repris le commandement, suivent Ott Tänak à 36 s 3 et Jari-Matti Latvala à 38 s 4.
L'après-midi commence avec encore des rebondissements ! En effet, Ogier sort de la piste et se retrouve coincé contre un arbre. Incapable de repartir, il est contraint à l'abandon, voyant par la même occasion la perspective d'un sixième titre de champion du monde s'éloigner. Durant la même spéciale, Mikkelsen alors en tête connaît des soucis de transmission qui lui font perdre près de deux minutes au général. Ott Tänak, qui signe le scratch, se retrouve ainsi en tête du rallye, devançant Jari-Matti Latvala et Hayden Paddon. Le malheureux Craig Breen voit lui apparaître de la fumée dans l'habitacle de sa voiture, avant que cette dernière prenne feu avant le départ de l’ES12. Malgré l'aide de Tänak puis l’intervention des secours, la C3 de l’Irlandais est entièrement détruite par l'incendie. Durant les deux dernières spéciales de la journée, le podium reste inchangé, Tänak augmentant légèrement son avance en remportant la dernière spéciale, si bien que samedi soir, il devance Jari-Matti Latvala de 13 s 1 et Hayden Paddon de plus d'une minute. Les abandons en série permettent non seulement à l'Estonien d'envisager une excellente opération au championnat mais aussi aux équipages R5 d'occuper des places inhabituelles pour eux. Ainsi, quatre R5 sont présentes dans le top 10, la première étant celle d'Henning Solberg qui est sixième du rallye.
L'ultime journée du rallye propose quatre spéciales dont deux passages dans la spéciale de Marmaris où le deuxième tient lieu de Power Stage. Repartis en Rally 2, les concurrents au championnat Sébastien Ogier et Thierry Neuville sont de retour et ce dernier signe le meilleur chrono de la première spéciale. Le Français s'adjuge les deux suivantes tout en bénéficiant d'une consigne d'équipe lui permettant de remonter à la dixième place, son coéquipier Elfyn Evans ayant été pénalisé de cinq minutes pour avoir pointé en avance au départ. La plupart des autres concurrents se préservent, les écarts étant faits. Vient alors la dernière spéciale du rallye, que Neuville remporte ainsi que les cinq points associés ; suivent Ogier et Tänak. Ce dernier et son copilote Martin Järveoja remportent donc leur sixième épreuve WRC et leur troisième rallye consécutif. Tänak occupe désormais la deuxième place au classement, 13 points derrière le Belge et 10 points devant Ogier. C'est un match à trois pour le titre qui va avoir lieu.

## Résultats

### Classement final
| Position           | Position | no | Pilote               | Copilote               | Équipe                    | Voiture               | Temps             | Diff.              | Points | Points |
| Pos.               | Cla.     | no | Pilote               | Copilote               | Équipe                    | Voiture               | Temps             | Diff.              | Gén.   | SS.    |
| ------------------ | -------- | -- | -------------------- | ---------------------- | ------------------------- | --------------------- | ----------------- | ------------------ | ------ | ------ |
| Classement général |          |    |                      |                        |                           |                       |                   |                    |        |        |
| 1                  | 1        | 8  | Ott Tänak            | Martin Järveoja        | Toyota Gazoo Racing WRT   | Toyota Yaris WRC      | 3 h 59 min 24 s 5 | 0 s 0              | 25     | 3      |
| 2                  | 2        | 7  | Jari-Matti Latvala   | Miikka Anttila         | Toyota Gazoo Racing WRT   | Toyota Yaris WRC      | 3 h 59 min 46 s 8 | +22 s 3            | 18     | 2      |
| 3                  | 3        | 6  | Hayden Paddon        | Sebastian Marshall     | Hyundai Shell Mobis WRT   | Hyundai i20 Coupe WRC | 4 h 01 min 10 s 8 | +1 min 46 s 3      | 15     | 0      |
| 4                  | 4        | 3  | Teemu Suninen        | Mikko Markkula         | M-Sport Ford WRT          | Ford Fiesta WRC       | 4 h 03 min 35 s 4 | +4 min 10 s 9      | 12     | 0      |
| 5                  | 5        | 4  | Andreas Mikkelsen    | Anders Jæger-Synnevaag | Hyundai Shell Mobis WRT   | Hyundai i20 Coupe WRC | 4 h 06 min 36 s 2 | +7 min 11 s 7      | 10     | 0      |
| 6                  | 6        | 81 | Henning Solberg      | Ilka Minor-Petrasko    | Henning Solberg           | Škoda Fabia R5 (en)   | 4 h 13 min 05 s 1 | +13 min 40 s 6     | 8      | 0      |
| 7                  | 7        | 32 | Jan Kopecký          | Pavel Dresler          | Škoda Motorsport II       | Škoda Fabia R5 (en)   | 4 h 17 min 49 s 7 | +18 min 25 s 2     | 6      | 0      |
| 8                  | 8        | 37 | Simone Tempestini    | Sergio Itu             | Simone Tempestini         | Citroën C3 R5         | 4 h 19 min 01 s 6 | +19 min 37 s 1     | 4      | 0      |
| 9                  | 9        | 39 | Chris Ingram         | Ross Whittock          | Toksport WRT              | Škoda Fabia R5 (en)   | 4 h 19 min 45 s 8 | +20 min 21 s 3     | 2      | 0      |
| 10                 | 10       | 1  | Sébastien Ogier      | Julien Ingrassia       | M-Sport Ford WRT          | Ford Fiesta WRC       | 4 h 20 min 15 s 7 | +20 min 51 s 2     | 1      | 4      |
| WRC-2              |          |    |                      |                        |                           |                       |                   |                    |        |        |
| 7                  | 1        | 32 | Jan Kopecký          | Pavel Dresler          | Škoda Motorsport II       | Škoda Fabia R5 (en)   | 4 h 17 min 49 s 7 | 0 s 0              | 25     | —      |
| 8                  | 2        | 37 | Simone Tempestini    | Sergio Itu             | Simone Tempestini         | Citroën C3 R5         | 4 h 19 min 01 s 6 | +1 min 11 s 9      | 18     | —      |
| 9                  | 3        | 39 | Chris Ingram         | Ross Whittock          | Toksport WRT              | Škoda Fabia R5 (en)   | 4 h 19 min 45 s 8 | +1 min 56 s 1      | 15     | —      |
| 11                 | 4        | 36 | Kajetan Kajetanowicz | Maciej Szczepaniak     | Lotos Rally Team          | Ford Fiesta R5        | 4 h 20 min 38 s 4 | +2 min 48 s 7      | 12     | —      |
| 13                 | 5        | 34 | Pedro Heller         | Pablo Olmos            | Pedro Heller              | 4 h 25 min 30 s 9     | 4 h 25 min 30 s 9 | +7 min 41 s 2      | 10     | —      |
| 14                 | 6        | 41 | Burak Çukurova       | Vedat Bostanci         | BC Vision Motorsport      | Škoda Fabia R5 (en)   | 4 h 31 min 46 s 1 | +13 min 56 s 4     | 8      | —      |
| 18                 | 7        | 35 | Diogo Salvi          | Hugo Magalhaes         | Motorsport Italia         | Škoda Fabia R5 (en)   | 4 h 43 min 07 s 2 | +25 min 17 s 5     | 6      | —      |
| 22                 | 8        | 43 | Bora Manyera         | Cem Çerkez             | Bora Manyera              | Ford Fiesta R5        | 4 h 52 min 48 s 2 | +34 min 58 s 5     | 4      | —      |
| 27                 | 9        | 44 | Erkan Güral          | Burak Koçoğlu          | BC Vision Motorsport      | Škoda Fabia R5 (en)   | 5 h 00 min 10 s 5 | +42 min 20 s 8     | 2      | —      |
| 28                 | 10       | 45 | George Vassilakis    | Spiros Koltsidas       | George Vassilakis         | Ford Fiesta R5        | 5 h 43 min 24 s 5 | +1 h 25 min 34 s 8 | 1      | —      |
| WRC-3              |          |    |                      |                        |                           |                       |                   |                    |        |        |
| 17                 | 1        | 61 | Emil Bergkvist       | Patrik Barth           | Emil Bergkvist            | Ford Fiesta R2T       | 4 h 40 min 03 s 2 | 0 s 0              | 25     | —      |
| 19                 | 2        | 62 | Denis Rådström       | Johan Johansson        | Denis Rådström            | Ford Fiesta R2T       | 4 h 43 min 57 s 3 | +3 min 54 s 1      | 18     | —      |
| 20                 | 3        | 72 | Emilio Fernández     | Joaquin Riquelme       | Emilio Fernández          | Ford Fiesta R2T       | 4 h 48 min 01 s 6 | +7 min 58 s 4      | 15     | —      |
| 21                 | 4        | 66 | Callum Devine        | Brian Hoy              | Callum Devine             | Ford Fiesta R2T       | 4 h 49 min 46 s 6 | +9 min 43 s 4      | 12     | —      |
| 24                 | 5        | 68 | Bugra Banaz          | Burak Erdener          | Castrol Ford Team Turkiye | Ford Fiesta R2T       | 4 h 54 min 54 s 9 | +14 min 51 s 7     | 10     | —      |
| 25                 | 6        | 71 | Tom Williams         | Phil Hall              | Tom Williams              | Ford Fiesta R2T       | 4 h 57 min 59 s 4 | +17 min 56 s 2     | 8      | —      |
| 26                 | 7        | 70 | David Holder         | Jason Farmer           | Holder Brothers Racing    | Ford Fiesta R2T       | 4 h 58 min 26 s 2 | +18 min 23 s 0     | 6      | —      |
| 29                 | 8        | 67 | Enrico Oldrati       | Danilo Fappani         | ACI Team Italia           | Ford Fiesta R2T       | 5 h 45 min 25 s 8 | +1 h 05 min 22 s 6 | 4      | —      |
| 30                 | 9        | 74 | Louise Cook          | Stefan Davis           | Louise Cook               | Ford Fiesta R2        | 5 h 51 min 10 s 9 | +1 h 11 min 07 s 7 | 2      | —      |
| WRC Junior         |          |    |                      |                        |                           |                       |                   |                    |        |        |
| 17                 | 1        | 61 | Emil Bergkvist       | Patrik Barth           | Emil Bergkvist            | Ford Fiesta R2T       | 4 h 40 min 03 s 2 | 0 s 0              | 50     | 0      |
| 19                 | 2        | 62 | Denis Rådström       | Johan Johansson        | Denis Rådström            | Ford Fiesta R2T       | 4 h 43 min 57 s 3 | +3 min 54 s 1      | 36     | 0      |
| 20                 | 3        | 72 | Emilio Fernández     | Joaquin Riquelme       | Emilio Fernández          | Ford Fiesta R2T       | 4 h 48 min 01 s 6 | +7 min 58 s 4      | 30     | 0      |
| 21                 | 4        | 66 | Callum Devine        | Brian Hoy              | Callum Devine             | Ford Fiesta R2T       | 4 h 49 min 46 s 6 | +9 min 43 s 4      | 24     | 2      |
| 24                 | 5        | 68 | Bugra Banaz          | Burak Erdener          | Castrol Ford Team Turkiye | Ford Fiesta R2T       | 4 h 54 min 54 s 9 | +14 min 51 s 7     | 20     | 0      |
| 25                 | 6        | 71 | Tom Williams         | Phil Hall              | Tom Williams              | Ford Fiesta R2T       | 4 h 57 min 59 s 4 | +17 min 56 s 2     | 16     | 0      |
| 26                 | 7        | 70 | David Holder         | Jason Farmer           | Holder Brothers Racing    | Ford Fiesta R2T       | 4 h 58 min 26 s 2 | +18 min 23 s 0     | 12     | 2      |
| 29                 | 8        | 67 | Enrico Oldrati       | Danilo Fappani         | ACI Team Italia           | Ford Fiesta R2T       | 5 h 45 min 25 s 8 | +1 h 05 min 22 s 6 | 8      | 0      |
| Source:,           |          |    |                      |                        |                           |                       |                   |                    |        |        |

### Spéciales chronométrées
| WRC                |          |                          |          |                          |                       |                      |                          |
| Jour               | Spéciale | Nom                      | Longueur | Vainqueur                | Voiture               | Temps                | Meneur                   |
| 13 septembre       | —        | Asparan [Shakedown]      | 5,00 km  | Thierry Neuville         | Hyundai i20 Coupe WRC | 3 min 24 s 9         | NC                       |
| 13 septembre       | SS1      | SSS Turkey               | 2,00 km  | Andreas Mikkelsen        | Hyundai i20 Coupe WRC | 2 min 03 s 9         | Andreas Mikkelsen        |
| 14 septembre       | SS2      | Çetibeli 1               | 38,10 km | Craig Breen              | Citroën C3 WRC        | 28 min 32 s 3        | Craig Breen              |
| 14 septembre       | SS3      | Ula 1                    | 21,75 km | Thierry Neuville         | Hyundai i20 Coupe WRC | 16 min 14 s 8        | Craig Breen              |
| 14 septembre       | SS4      | Çiçekli 1                | 12,57 km | Andreas Mikkelsen        | Hyundai i20 Coupe WRC | 10 min 32 s 0        | Andreas Mikkelsen        |
| 14 septembre       | SS5      | Çetibeli 2               | 38,10 km | Sébastien Ogier          | Ford Fiesta WRC       | 27 min 54 s 8        | Andreas Mikkelsen        |
| 14 septembre       | SS6      | Ula 2                    | 21,75 km | Thierry Neuville         | Hyundai i20 Coupe WRC | 15 min 59 s 7        | Andreas Mikkelsen        |
| 14 septembre       | SS7      | Çiçekli 2                | 12,57 km | Ott Tänak                | Toyota Yaris WRC      | 10 min 22 s 3        | Thierry Neuville         |
| 15 septembre       | SS8      | Yeşilbelde 1             | 34,24 km | Sébastien Ogier          | Ford Fiesta WRC       | 27 min 19 s 7        | Sébastien Ogier          |
| 15 septembre       | SS9      | Datça 1                  | 10,70 km | Andreas Mikkelsen        | Hyundai i20 Coupe WRC | 8 min 29 s 2         | Sébastien Ogier          |
| 15 septembre       | SS10     | İçmeler 1                | 20,37 km | Sébastien Ogier          | Ford Fiesta WRC       | 14 min 28 s 2        | Andreas Mikkelsen        |
| 15 septembre       | SS11     | Yeşilbelde 2             | 34,24 km | Ott Tänak                | Toyota Yaris WRC      | 27 min 12 s 3        | Ott Tänak                |
| 15 septembre       | SS12     | Datça 2                  | 10,70 km | Jari-Matti Latvala       | Toyota Yaris WRC      | 8 min 33 s 9         | Ott Tänak                |
| 15 septembre       | SS13     | İçmeler 2                | 20,37 km | Ott Tänak                | Toyota Yaris WRC      | 14 min 37 s 5        | Ott Tänak                |
| 16 septembre       | SS14     | Marmaris 1               | 7,14 km  | Thierry Neuville         | Hyundai i20 Coupe WRC | 5 min 07 s 2         | Ott Tänak                |
| 16 septembre       | SS15     | Ovacık                   | 8,05 km  | Sébastien Ogier          | Ford Fiesta WRC       | 6 min 22 s 8         | Ott Tänak                |
| 16 septembre       | SS16     | Gökçe                    | 12,65 km | Sébastien Ogier          | Ford Fiesta WRC       | 8 min 12 s 3         | Ott Tänak                |
| 16 septembre       | SS17     | Marmaris 2 (Power Stage) | 7,14 km  | Thierry Neuville         | Hyundai i20 Coupe WRC | 4 min 59 s 5         | Ott Tänak                |
| WRC-2              |          |                          |          |                          |                       |                      |                          |
| 13 septembre       | —        | Asparan [Shakedown]      | 5,00 km  | Jan Kopecký              | Škoda Fabia R5 (en)   | 3 min 43 s 3         | NC                       |
| 13 septembre       | SS1      | SSS Turkey               | 2,00 km  | Kajetan Kajetanowicz     | Ford Fiesta R5        | 2 min 07 s 0         | Kajetan Kajetanowicz     |
| 14 septembre       | SS2      | Çetibeli 1               | 38,10 km | Jan Kopecký              | Škoda Fabia R5 (en)   | 30 min 16 s 8        | Jan Kopecký              |
| 14 septembre       | SS3      | Ula 1                    | 21,75 km | Jan Kopecký              | Škoda Fabia R5 (en)   | 16 min 53 s 7        | Jan Kopecký              |
| 14 septembre       | SS4      | Çiçekli 1                | 12,57 km | Pontus Tidemand          | Škoda Fabia R5 (en)   | 10 min 51 s 1        | Jan Kopecký              |
| 14 septembre       | SS5      | Çetibeli 2               | 38,10 km | Pedro Heller             | Ford Fiesta R5        | 31 min 40 s 9        | Chris Ingram             |
| 14 septembre       | SS6      | Ula 2                    | 21,75 km | Jan Kopecký              | Škoda Fabia R5 (en)   | 17 min 27 s 6        | Chris Ingram             |
| 14 septembre       | SS7      | Çiçekli 2                | 12,57 km | Jan Kopecký              | Škoda Fabia R5 (en)   | 11 min 05 s 0        | Jan Kopecký              |
| 15 septembre       | SS8      | Yeşilbelde 1             | 34,24 km | Kajetan Kajetanowicz     | Ford Fiesta R5        | 28 min 50 s 6        | Jan Kopecký              |
| 15 septembre       | SS9      | Datça 1                  | 10,70 km | Kajetan Kajetanowicz     | Ford Fiesta R5        | 8 min 51 s 9         | Jan Kopecký              |
| 15 septembre       | SS10     | İçmeler 1                | 20,37 km | Kajetan Kajetanowicz     | Ford Fiesta R5        | 15 min 14 s 3        | Chris Ingram             |
| 15 septembre       | SS11     | Yeşilbelde 2             | 34,24 km | Kajetan Kajetanowicz     | Ford Fiesta R5        | 28 min 26 s 1        | Chris Ingram             |
| 15 septembre       | SS12     | Datça 2                  | 10,70 km | Simone Tempestini        | Citroën C3 R5         | 8 min 56 s 3         | Chris Ingram             |
| 15 septembre       | SS13     | İçmeler 2                | 20,37 km | Jan Kopecký              | Škoda Fabia R5 (en)   | 15 min 14 s 0        | Jan Kopecký              |
| 16 septembre       | SS14     | Marmaris 1               | 7,14 km  | Kajetan Kajetanowicz     | Ford Fiesta R5        | 5 min 24 s 1         | Jan Kopecký              |
| 16 septembre       | SS15     | Ovacık                   | 8,05 km  | Kajetan Kajetanowicz     | Ford Fiesta R5        | 6 min 37 s 9         | Jan Kopecký              |
| 16 septembre       | SS16     | Gökçe                    | 12,65 km | Kajetan Kajetanowicz     | Ford Fiesta R5        | 8 min 41 s 3         | Jan Kopecký              |
| 16 septembre       | SS17     | Marmaris 2               | 7,14 km  | Kajetan Kajetanowicz     | Ford Fiesta R5        | 5 min 18 s 4         | Jan Kopecký              |
| WRC-3 / WRC Junior |          |                          |          |                          |                       |                      |                          |
| 13 septembre       | —        | Asparan [Shakedown]      | 5,00 km  | Julius Tannert           | Ford Fiesta R2T       | 4 min 13 s 1         | NC                       |
| 13 septembre       | SS1      | SSS Turkey               | 2,00 km  | Jean-Baptiste Franceschi | Ford Fiesta R2T       | 2 min 21 s 7         | Jean-Baptiste Franceschi |
| 14 septembre       | SS2      | Çetibeli 1               | 38,10 km | Julius Tannert           | Ford Fiesta R2T       | 32 min 50 s 6        | Julius Tannert           |
| 14 septembre       | SS3      | Ula 1                    | 21,75 km | Jean-Baptiste Franceschi | Ford Fiesta R2T       | 18 min 41 s 5        | Julius Tannert           |
| 14 septembre       | SS4      | Çiçekli 1                | 12,57 km | Ken Torn                 | Ford Fiesta R2T       | 11 min 49 s 8        | Julius Tannert           |
| 14 septembre       | SS5      | Çetibeli 2               | 38,10 km | Callum Devine            | Ford Fiesta R2T       | 33 min 26 s 8        | Julius Tannert           |
| 14 septembre       | SS6      | Ula 2                    | 21,75 km | Ken Torn                 | Ford Fiesta R2T       | 18 min 58 s 3        | Julius Tannert           |
| 14 septembre       | SS7      | Çiçekli 2                | 12,57 km | Ken Torn                 | Ford Fiesta R2T       | 11 min 48 s 0        | Julius Tannert           |
| 15 septembre       | SS8      | Yeşilbelde 1             | 34,24 km | Julius Tannert           | Ford Fiesta R2T       | 31 min 08 s 8        | Julius Tannert           |
| 15 septembre       | SS9      | Datça 1                  | 10,70 km | Jean-Baptiste Franceschi | Ford Fiesta R2T       | 9 min 48 s 9         | Julius Tannert           |
| 15 septembre       | SS10     | İçmeler 1                | 20,37 km | Jean-Baptiste Franceschi | Ford Fiesta R2T       | 16 min 31 s 9        | Ken Torn                 |
| 15 septembre       | SS11     | Yeşilbelde 2             | 34,24 km | Spéciale interrompue     | Spéciale interrompue  | Spéciale interrompue | Spéciale interrompue     |
| 15 septembre       | SS12     | Datça 2                  | 10,70 km | Jean-Baptiste Franceschi | Ford Fiesta R2T       | 10 min 02 s 0        | Ken Torn                 |
| 15 septembre       | SS13     | İçmeler 2                | 20,37 km | Callum Devine            | Ford Fiesta R2T       | 16 min 44 s 8        | Ken Torn                 |
| 16 September       | SS14     | Marmaris 1               | 7,14 km  | Jean-Baptiste Franceschi | Ford Fiesta R2T       | 5 min 56 s 4         | Ken Torn                 |
| 16 September       | SS15     | Ovacık                   | 8,05 km  | Jean-Baptiste Franceschi | Ford Fiesta R2T       | 7 min 10 s 2         | Emil Bergkvist           |
| 16 September       | SS16     | Gökçe                    | 12,65 km | David Holder             | Ford Fiesta R2T       | 9 min 33 s 2         | Emil Bergkvist           |
| 16 September       | SS17     | Marmaris 2               | 7,14 km  | David Holder             | Ford Fiesta R2T       | 6 min 02 s 0         | Emil Bergkvist           |

### Super spéciale
La super spéciale est une spéciale de 7,14 km courue à la fin du rallye. Elle est remportée par Thierry Neuville, ce qui lui permet de limiter le débours de points concédé à Ott Tänak.
| Pos. | Pilote             | Copilote         | Voiture               | Temps        | Diff.  | Pts. |
| ---- | ------------------ | ---------------- | --------------------- | ------------ | ------ | ---- |
| 1    | Thierry Neuville   | Nicolas Gilsoul  | Hyundai i20 Coupe WRC | 4 min 59 s 5 | 0 s 0  | 5    |
| 2    | Sébastien Ogier    | Julien Ingrassia | Ford Fiesta WRC       | 5 min 01 s 2 | +1 s 6 | 4    |
| 3    | Ott Tänak          | Martin Järveoja  | Toyota Yaris WRC      | 5 min 03 s 4 | +3 s 8 | 3    |
| 4    | Jari-Matti Latvala | Miikka Anttila   | Toyota Yaris WRC      | 5 min 06 s 0 | +6 s 4 | 2    |
| 5    | Elfyn Evans        | Daniel Barritt   | Ford Fiesta WRC       | 5 min 07 s 5 | +7 s 9 | 1    |

## Classements aux championnats après l'épreuve
| WRC        |      |                          |        |
|            | Pos. | Pilote                   | Points |
|            | 1    | Thierry Neuville         | 177    |
| 1          | 2    | Ott Tänak                | 164    |
| 1          | 3    | Sébastien Ogier          | 154    |
|            | 4    | Esapekka Lappi           | 88     |
| 2          | 5    | Jari-Matti Latvala       | 75     |
| WRC-2      |      |                          |        |
|            | Pos. | Pilote                   | Points |
|            | 1    | Jan Kopecký              | 125    |
|            | 2    | Pontus Tidemand          | 93     |
|            | 3    | Gus Greensmith           | 55     |
|            | 4    | Łukasz Pieniążek         | 48     |
|            | 5    | Fabio Andolfi            | 46     |
| WRC-3      |      |                          |        |
|            | Pos. | Pilote                   | Points |
| 3          | 1    | Emil Bergkvist           | 86     |
| 1          | 2    | Denis Rådström           | 80     |
| 2          | 3    | Jean-Baptiste Franceschi | 79     |
| 2          | 4    | Taisko Lario             | 68     |
|            | 5    | Enrico Brazzoli          | 55     |
| WRC Junior |      |                          |        |
|            | Pos. | Pilote                   | Points |
| 1          | 1    | Emil Bergkvist           | 138    |
|            | 2    | Denis Rådström           | 110    |
|            | 3    | Jean-Baptiste Franceschi | 69     |
| 3          | 4    | Callum Devine            | 54     |
| 1          | 5    | Ken Torn                 | 52     |

| WRC        |      |                     |        |
|            | Pos. | Copilote            | Points |
|            | 1    | Nicolas Gilsoul     | 177    |
| 1          | 2    | Martin Järveoja     | 164    |
| 1          | 3    | Julien Ingrassia    | 154    |
|            | 4    | Janne Ferm          | 88     |
| 1          | 5    | Miikka Anttila      | 75     |
| WRC-2      |      |                     |        |
|            | Pos. | Copilote            | Points |
|            | 1    | Pavel Dresler       | 125    |
|            | 2    | Jonas Andersson     | 93     |
|            | 3    | Craig Parry         | 55     |
|            | 4    | Przemysław Mazur    | 48     |
|            | 5    | Stig Rune Skjærmoen | 45     |
| WRC-3      |      |                     |        |
|            | Pos. | Copilote            | Points |
| 2          | 1    | Johan Johansson     | 80     |
| 1          | 2    | Romain Courbon      | 79     |
| 1          | 3    | Tatu Hämäläinen     | 68     |
|            | 4    | Luca Beltrame       | 55     |
|            | 5    | Ola Fløene          | 33     |
| WRC Junior |      |                     |        |
|            | Pos. | Pilote              | Points |
|            | 1    | Johan Johansson     | 110    |
|            | 2    | Romain Courbon      | 69     |
|            | 3    | Joakim Sjöberg      | 50     |
|            | 4    | Kuldar Sikk         | 44     |
| 4          | 5    | Burak Erdener       | 42     |

| WRC   |      |                             |        |
|       | Pos. | Constructeur                | Points |
| 1     | 1    | Toyota Gazoo Racing WRT     | 284    |
| 1     | 2    | Hyundai Shell Mobis WRT     | 279    |
|       | 3    | M-Sport Ford WRT            | 244    |
|       | 4    | Citroën Total Abu Dhabi WRT | 169    |
| WRC-2 |      |                             |        |
|       | Pos. | Équipe                      | Points |
| 1     | 1    | Škoda Motorsport II         | 125    |
| 1     | 2    | Škoda Motorsport            | 108    |
|       | 3    | Printsport                  | 69     |
|       | 4    | ACI Team Italia WRC         | 62     |
|       | 5    | Hyundai Motorsport          | 54     |
| WRC-3 |      |                             |        |
|       | Pos. | Équipe                      | Points |
|       | 1    | ACI Team Italia             | 83     |
| 3     | 2    | Castrol Ford Team Turkiye   | 67     |
| 1     | 3    | OT Racing                   | 62     |
| 1     | 4    | ADAC Sachsen                | 62     |
| 1     | 5    | Équipe de France FFSA Rally | 55     |